# アニス・ブサイディ
アニス・ブサイディ（アラビア語: أنيس بوسعيدي, ラテン文字表記: Anis Boussaïdi, 1981年4月10日 - ）は、チュニジア・レ・バルドー出身の元同国代表サッカー選手。現役時代のポジションはディフェンダー（主に右サイドバック）。

## 経歴
母国のチュニジアでは主にスタッド・テュニジアンなどでプレー。24歳でウクライナ・プレミアリーグに属するFCメタルルフ・ドネツィクやFCアルセナル・キエフでプレー。右サイドバックとして3シーズンをウクライナで送る。
2008年1月にはジュピラー・プロ・リーグ（ベルギー1部）のKVメヘレンに移籍するものの、同年5月にはヨーロッパカップでの出場を求めてオーストリア・ブンデスリーガに属するレッドブル・ザルツブルクへ移籍。2011年3月、ロシア･プレミアリーグに所属するFCロストフへ移籍した。
2011年よりSCタウリヤ・シンフェロポリに加入し、再びウクライナでプレーする。

## 代表歴
チュニジアA代表では37試合に出場、2得点を決めている（2008年5月時点）。またオリンピック代表チームの一員として2004年アテネオリンピックにも出場している。

## タイトル
RBザルツブルク
- オーストリア・ブンデスリーガ : 2008-09, 2009-10